# Манди (округ)
Манди (хинди मंडी जिला, англ. Mandi), ранее назывался Мандавья-Нагар (англ. Mandavya Nagar) — округ в индийском штате Химачал-Прадеш. Административный центр и крупнейший населённый пункт округа — Манди. Граничит с округами Кангра, Куллу, Шимла, Солан, Биласпур и Хамирпур. Согласно всеиндийской переписи 2001 года, население округа Манди составляло 900 987 человек. По переписи 2011 года — второй по населённости округ после Кангры.

## История
Манди был сформирован 15 апреля 1948 года после слияния княжеств Манди и Сукета. Город Манди получил своё имя, когда стал резиденцией риши Мандавая. Манди находится почти в географическом центре Химачала, располагаясь вдоль левого берега реки Бис у подножия хребта Шивалик. Город находится на высоте 760 метров над уровнем моря. В прошлом он состоял из двух княжеств — Манди и Сукет. Название города Манди означате «рынок»: старый рынок располагался ранее на пересечении караванных путей, которые вели из Ладакха в Пенджаб, особенно в Хашиарпур и другие города. История указывает на древность этого города. Известный своими храмами, Манди — дом множества резных каменных зданий, каждое из которых имеет отдельную шикхару или шпиль. Также на холме имеется несколько новых храмов, посвящённых Тарна Деви. Из храмов открывается вид на долину и на весь район. Рощи фруктовых деревьев у Манди составляют около 15 % всех фруктовых садов Химачал-Прадеша. Мандийский шёлк-сырец широко известен. В экономике округа играют важную роль соляные шахты. Проезд посетителей в Куллу, Манали, Лахаул и Спити, Дхарамсалу, Кангру, и т. д. возможен из Патханкота (215 км), Чандигарха (202 км) и Шимлы (158 км). С каждой стороны дороги отвесные каменные склоны поднимаются на 300 метров.

## Демография
В соответствии с переписью 2011 население Манди составляет 999 518 человек. Это 446 место из всех 640 округов Индии. Плотность населения 253 человека/км². Прирост населения за 2001—2011 составлял 10,89 %. На 1000 мужчин приходится 1012 женщин, грамотность 82,81 %.

## Общие сведения
- Площадь: 3950 км²
- Население: 90 100
- Язык: хинди, английский, пахари и мандъяли.
- Административно-территориальное деление: делится на 9 техсилов и 7 под-техсилов; Кхарсог, Чачьот, Манди Садар Сундар Нагар[падхар] [лад бхарол] [тхунаг] {саркагхат] джогиндернагар (под-техсилы котали) аут нихари [баличовки] [сандхол] [дхарампур] [балдвара] ][3]

## Проезд
- Поезд: ближайшая станция — Джогиндер Нагар и Шимла по узкоколейке, Чандигарх и Калка по ширококолейке, станции связаны маршрутными автобусами.
- Дорога: основная дорога NH 21. Манди доступен из Шимлы (147 км, около 5 часов на автомобиле), Чандигарха (200 км, 5-6 часов на автобусе, 3-4 на легковом автомобиле) , Патханкота и Дели. Регулярные автобусы ходят от Манали, Палампура и Дхарамсалы.
- Самолёт: ближайший аэропорт в Бхунтаре в округе Куллу, в 50 км от границ округа Манди.

## Туризм в Манди
Исторический центр города Манди располагается вдоль реки Бис. Он долго был торговым центром. Город долгое время был столицей княжества Манди, сегодня это столица округа. В Манди 81 старый храм, украшенный резьбой по камню. Благодаря этому город часто называют «Варанаси холмов». В городе также есть и постройки колониальной архитектуры. Храм Бхутнат расположен в центре Манди, он почти ровесник города, построен в 1520 году. В марте проходит фестиваль Шивратри, важное событие для города, и храм Бхутнат является его центром. Целую неделю по городу несут статуи божеств в украшенных паланкинах.

## Достопримечательности

### Ревалсар
В 25 км от Манди, в 14 км от Нер Човк, находится Ревалсар, славящиеся плавающими тростниковыми островами. Согласно легенде, их семь, и они перемещаются силой молитв. Здесь расположены буддийский монастырь, сикхская гурудвара и индуистский храм. Лежащее в горной котловине озеро является священным для всех трех религий, по нему можно плавать на лодке.

### Озеро Прашар
Озеро Прашар лежит в 49 км севернее Манди, рядом трёхэтажная пагода-храм святого Прашара.

### Джогиндер-нагар
Гидроэлектрическая станция Джогиндернагар снабжена электрическим подъёмником, который поднимает посетителей на 2500-метровый склон горы и спускает их с другой стороны Барота, где находится резервуар.
Железнодорожная линия питается от электростанции, вода сбрасывается из резервуара в реку Ухл через напорный трубопровод около 1000 метров длиной. Дорога ведёт от Манди к перевалу Ларджи и в Куллу.
Электростанция Басси расположена в 5 км от Джогиндернагара.

### Сандер-нагар
Город Сандэр Нагар находится в 26 км от Манди по дороге к Шимле на высоте 1174 метров на поднятом краю плодородной долины.

## Озёра округа Манди
- Котли
- Бир Тунгал
- Налхог
- Баряра
- Ревалсар
- Прашар
- Макчиал
- Шив Шамбху

## Спорт
В округе находится штаб-квартира национальной федерации по хоккею с мячом.